# Матера (провинция)
Матера (на италиански: Provincia di Matera) е провинция в Италия, в региона Базиликата.
Площта ѝ е 3446 км², а населението – около 205 000 души (2007). Провинцията включва 31 общини, административен център е град Матера.

## Административно деление
Провинцията се състои от 31 общини:
- Матера
- Алиано
- Ачетура
- Берналда
- Валсини
- Гарагузо
- Горгольоне
- Грасано
- Гротоле
- Калчано
- Колобраро
- Крако
- Ирсина
- Мильонико
- Монталбано Йонико
- Монтескальозо
- Нова Сири
- Оливето Лукано
- Пистичи
- Поликоро
- Помарико
- Ротондела
- Саландра
- Сан Джорджо Лукано
- Сан Мауро Форте
- Сканцано Йонико
- Стиляно
- Трикарико
- Турси
- Ферандина
- Чириляно